# Shar-pei
Shar-pei[Nota] (em chinês:  沙皮狗) é uma raça canina oriunda da China. Foi utilizado originalmente como cão de luta, caça, guarda e pastoreio em fazendas. É conhecido por suas rugas e dobras de pele, e sua língua "azul".

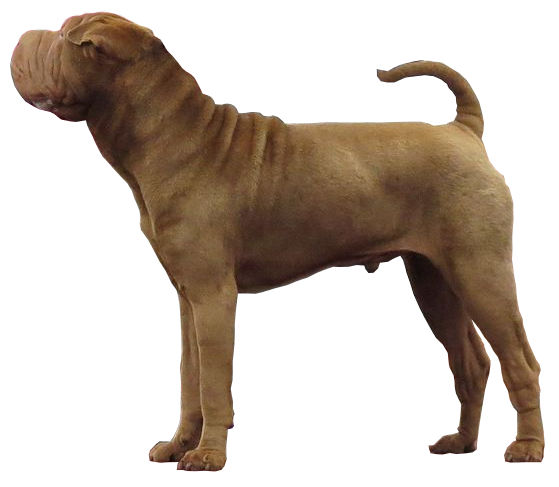
Shar pei adulto

É considerado eficiente, já que as características buscadas para tal foram alcançadas: é silencioso o bastante para ser um animal de guarda, por exemplo. Considerado também animal de companhia, não perdeu suas características de temperamento para trabalho, como a eficiência como cão pastor e de rastreamento. Fisicamente, o shar-pei possui uma carranca e a boca pigmentada de preto, o que, de acordo com os chineses, afugentaria os maus espíritos e a imponência de sua postura demonstraria que jamais foram desafiados. Shar-pei e Chow Chow são, provavelmente, as únicas raças de cães que não têm a língua rosa. 

## Variedades
|                                     |  |                                        |
| Shar pei moderno de "boca enrugada" |  | Shar pei tradicional de "boca de osso" |

O shar-pei difere em temperamento e aparência entre os cães difundidos no ocidente e os cães chineses que são chamados de tradicionais, guzui ou bone-mouth e possuem menos rugas e dobras ou pele solta e focinho menos "carnudo". 